# Държавно устройство на Франция
Франция е полупрезидентска република.

## Президент
Президентът се избира с пряко гласуване от избирателите за срок от 5 години. Посредством референдум през 2000 г. президентският мандат бе намален от 7 на 5 години.

## Законодателна власт
Франция има двукамарен парламент. Депутатите от Националното събрание (долната камара на парламента) се избират на всеки 5 години, а сенаторите от Сената от 2004 година имат 6-годишен мандат.

## Изпълнителна власт
Министър-председателят се избира от президента на републиката
след парламентарни избори и обикновено е от най-добре представената партия в парламента.